# Serjania heterocarpa
Serjania heterocarpa là một loài thực vật có hoa trong họ Bồ hòn. Loài này được Standl. miêu tả khoa học đầu tiên năm 1923.